# Deer Park (Illinois)
Deer Park è un comune degli Stati Uniti d'America, situato nell'Illinois, nella contea di Lake e in parte nella contea di Cook.